# Anuga perconstricta
Anuga perconstricta là một loài bướm đêm trong họ Noctuidae.